# Beilschmiedia cryptocaryoides
Beilschmiedia cryptocaryoides är en lagerväxtart som beskrevs av André Joseph Guillaume Henri Kostermans. Beilschmiedia cryptocaryoides ingår i släktet Beilschmiedia och familjen lagerväxter. Inga underarter finns listade i Catalogue of Life.